# تپه ال داشی
تپه ال داشی مربوط به هزاره اول قبل از میلاد است و در شهرستان ورزقان، بخش مرکزی، دهستان سینا، ۲۵۰ متری شمال روستای هزجان واقع شده و این اثر در تاریخ ۲۷ اسفند ۱۳۸۷ با شمارهٔ ثبت ۲۶۴۱۱ به‌عنوان یکی از آثار ملی ایران به ثبت رسیده است.